# 石济片
石济片（根据《中国语言地图集》、《汉语官话方言研究》）是冀鲁官话的一个分支，分布在河北省西南部和山东省中部。

## 特征
1. 清入多归阴平，少数归阳平、上声、去声。只有井陉是清入一般归上。
2. 一般上声读高（平）调，去声低降，阳平高降。这一点与沧惠片、章利片比较相似。
3. 知系字合一不分。
4. 影疑母开口呼洪音有鼻音，一般为 /ŋ/。只有赵深小片的束鹿、井陉、深县、武强读 /n/，同保唐片。